# Torrentmitjà
Torrentmitjà és un casal a la vall de Sant Ponç d'Aulina a peu de la N-260 al terme de la Vall de Bianya (la Garrotxa) a mig camí entre Sant Pau de Segúries i l'Hostalnou de Bianya.
La casa de Torrentmitjà és de planta rectangular i ampli teulat a dues aigües amb els vessants vers les façanes laterals. Va ser bastida amb grans pedres poc escairades llevat de les cantoneres i les que formen les obertures.
Disposa de baixos per guardar-hi el bestiar; planta pis amb dues portes d'accés des de l'exterior, una a la façana de tramuntana i l'altra a la de llevant, i golfes. Cal destacar la façana de migdia, amb tres obertures de punt rodó en els baixos i galeria, amb quatre pilastres de pedra tallada i capitell que sostenen una biga de fusta, a la planta noble.
L'interior es troba dividit en dues parts per tal d'acollir-hi dues famílies, una d'aquestes parts conserva l'estructura tradicional de les cases de pagès benestants, amb àmplia sala de convit d'on parteixen nombroses portes que menen a les cambres, cuina i galeria.
Hi ha diverses llindes amb inscripcions. A la del balcó de la façana migdia hi diu "1777". A la de la finestra de ponent hi diu "1779". A les finestres de tramuntana s'hi pot llegir "1757 i 1758". A la porta principal hi diu "IOSEPH TORON / 17 IHS ?9". A les finestres de la façana de llevant hi ha les dates "1865 i 1734". A la façana de llevant hi diu "1802".